# Czarnicy (przystanek kolejowy)
Czarnicy (biał. Чарніцы; ros. Черницы) – przystanek kolejowy w pobliżu miejscowości Czarnicy, w rejonie łozieńskim, w obwodzie witebskim, na Białorusi. Leży na linii Smoleńsk - Witebsk.